# آنتونیو اسفندیاری
آنتونیو اسفندیاری (زاده ۸ دسامبر ۱۹۷۸ در تهران) یک پوکرباز حرفه‌ای است.

## اوایل زندگی
آنتونیو با نام امیر اسفندیاری در سال ۱۳۵۷ در تهران به دنیا آمد و در هشت سالگی و در میانه جنگ ایران و عراق همراه خانواده به ایالات متحده مهاجرت کرد. او در حال حاضر همراه همسر و فرزندانش در ونیز بیچ کالیفرنیا زندگی می‌کند.
اسفندیاری یک شعبده باز حرفه ای نیز است.  در حالی که او مشغول اجرای جادو بود، به یک بازی تگزاس هولدم دعوت شد و شروع به بازی پوکر کرد.  او یک برادر کوچکتر به نام پاشا دارد که او نیز پوکر بازی می کند.

## زندگی شخصی
اسفندیاری با امل بونهره، دختر پوکر باز لبنانی-بلیزایی بادیه "باب" بوناهره ازدواج کرده است.  اسفندیاری و همسرش در ۱۶ دی ماه ۱۳۹۳ صاحب یک پسر شدند.

## زندگی ورزشی
او در نوزده سالگی و با کارت شناسایی جعلی در کازینوی محلی خود «تگزاس هولد ام» بازی می‌کرد. از سال ۲۰۰۲ تا ۲۰۰۳ در اولین فصل تور جهانی پوکر ظاهر شد، اما در فصل دوم بود که معروف شد. در فوریه ۲۰۰۴ او ۳۸۱ بازیکن دیگر را پشت سر گذاشت و جایزه اول ۱٫۴ میلیون دلاری را برد. در سال ۲۰۱۲، برنده جایزه هجده میلیون دلاری سری جهانی پوکر شد.

### دستبند های مسابقات جهانی پوکر
سری مسابقات جهانی پوکر
| سال  | تورنمنت                               | جایزه (دلار آمریکا$/یورو€) |
| ---- | ------------------------------------- | -------------------------- |
| ۲۰۰۴ | $۲.۰۰۰ پات لیمیت هولدم                | $۱۸۴.۸۶۰                   |
| ۲۰۱۲ | $۱.۰۰۰.۰۰۰ تورنمنت بدون محدودیت هولدم | $۱۸.۳۴۶.۶۷۳                |
| ۲۰۱۲ | €۱.۱۰۰ بدون محدودیت هولدم             | €۱۲۶.۲۰۷                   |

| سال  | تورنمنت             | جایزه (دلار آمریکا$) |
| ---- | ------------------- | -------------------- |
| ۲۰۰۴ | $۱۰.۰۰۰ پوکر کلاسیک | $۱.۳۹۹.۱۳۵           |
| ۲۰۱۰ | $۱۰.۰۰۰ پوکر کلاسیک | $۸۷۰.۱۲۴             |